# Asignación Global Táctica de Activos
La Asignación Global Táctica de Activos, o GTAA, es una estrategia de inversión que intenta explotar a corto plazo las diferencias de precios entre un conjunto global de activos. La estrategia se centra en el movimiento general en el mercado en lugar de en el rendimiento de los títulos individuales.

## Fondos de cobertura y asignación de activos
Se cree que la GTAA se deriva de, y comparte algunas características, de los hedge funds globales y la asignación táctica de activos (TAA). Los hedge funds globales, como la GTAA, buscan obtener ganancias tomando posiciones en los principales mercados mundiales de acciones, bonos o divisas. Sin embargo, los dos difieren en el hecho de que los fondos se han caracterizado por grandes apuestas no diversificadas, mientras que las estrategias modernas de GTAA generalmente están bien diversificadas y operan con controles de riesgo. Las decisiones TAA emprendidas por los administradores de fondos de múltiples activos, al igual que las decisiones de GTAA, están destinadas a mejorar los resultados de inversión al sobreponderar y subponderar las clases de activos en función de su rendimiento esperado en períodos de tiempo relativamente cortos (generalmente de 3 a 6 meses).

## Estrategias
El moderno programa global de asignación táctica de activos se compone de dos estrategias separadas: reequilibrio estratégico y superposición. 
El elemento de reequilibrio estratégico del programa GTAA está diseñado para eliminar cualquier riesgo involuntario de asignación de activos que pueda ser causado por varios factores, incluyendo: riesgo de deriva, que ocurre cuando el valor de las tenencias subyacentes de cartera se aleja del índice de referencia estratégico debido a diferencias en la clase de activos devoluciones, debido a cambios en la valoración de activos, tenencias de efectivo, desviaciones monetarias de la selección de valores, desviaciones involuntarias de los países dentro de las carteras de acciones / bonos subyacentes, gestor de transiciones de referencia y contribuciones y reembolsos de la cartera.
El elemento de superposición del programa GTAA está diseñado para capturar el retorno excedente a través de posiciones intencionales, oportunistas, largas y cortas en clases de activos y países. La estrategia de GTAA se puede considerar como dos tipos principales de decisiones: el primer tipo es el tiempo de la clase de activos, que incluye acciones vs. bonos vs. efectivo, acciones de pequeña capitalización frente a capitalización grande, acciones de valor vs. crecimiento, emergentes vs. acciones y bonos desarrollados, etc. Este tipo de toma de decisiones a menudo se denomina TAA. El segundo tipo de decisión se conoce como decisiones de país o sector dentro de las clases de activos, incluida la selección de países en acciones desarrolladas y emergentes, así como los mercados de divisas y de renta fija. Estas son las decisiones globales de valor relativo que le dan sentido a la "G" en GTAA y distinguen la estrategia de la sincronización tradicional del mercado.

## Carteras de inversión
Es ampliamente conocido que muchas carteras de inversión institucional siguen dominadas por el riesgo de la tasa de interés y la equidad, y que estas asignaciones tienden a permanecer inmóviles, independientemente de las condiciones del mercado. Por lo tanto, hay razones para establecer una cartera de fuentes alfa alternativas, y GTAA representa precisamente eso, por diversas razones: las diferencias de rendimiento entre clases de activos son frecuentemente sustanciales, los instrumentos derivados utilizados en GTAA son, en su mayoría líquidos y los costos de transacción son bajos. El volumen de activos administrados con un enfoque en el rendimiento relativo de las clases de activos es bajo en comparación con el enfocado en encontrar oportunidades dentro de las clases de activos. Además, el análisis y la toma de decisiones involucradas en la GTAA se centran en las comparaciones entre mercados, lo que demuestra que difiere de la comparación de valores dentro de mercados determinados. En consecuencia, GTAA debería ser un buen diversificador, particularmente dentro de una cartera alfa.
Las estrategias de GTAA brindan a los inversores una serie de exposiciones que de otro modo no serían prevalentes en sus carteras. La gestión de estas exposiciones ofrece una oportunidad para la generación de rendimientos que comparten bajas correlaciones con otras fuentes de rendimiento activo, y también se puede esperar que conduzcan a un valor agregado más fiable.